# 弗拉迪米雷斯庫鄉 (阿拉德縣)

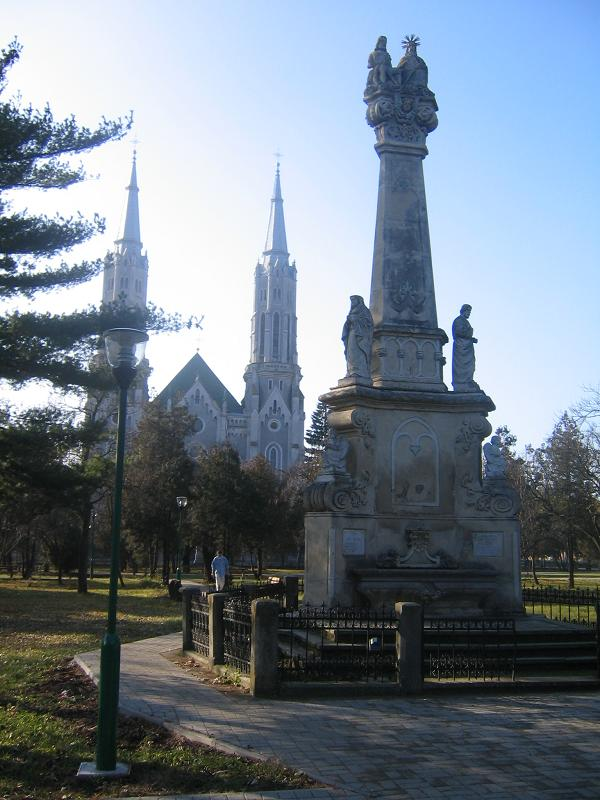

46°01′07″N 21°13′02″E / 46.0187°N 21.2171°E
弗拉迪米雷斯庫鄉（羅馬尼亞語：Comuna Vladimirescu, Arad），是羅馬尼亞的鄉份，位於該國西部，由阿拉德縣負責管轄，處於阿拉德以東6公里，海拔高度112米，2011年人口6,445，九成居民是羅馬尼亞人。